# Нагорани (зупинний пункт)
Нагорани (біл. Нагараны) — зупинний пункт Берестейського відділення Білоруської залізниці на лінії Барановичі-Центральні — Берестя-Центральний між зупинними пунктами Цукровий Завод (3,5 км) та Харитони (2 км). Розташований у селі Нагорани Жабинківського району Берестейської області.